# Meigenia velutina
Meigenia velutina är en tvåvingeart som beskrevs av Louis-Paul Mesnil 1952. Meigenia velutina ingår i släktet Meigenia och familjen parasitflugor. Inga underarter finns listade i Catalogue of Life.